# Thermophilibacter provencensis
Thermophilibacter provencensis es una especie de bacteria grampositiva del género Thermophilibacter. Fue descrita en el año 2021, es la especie tipo. Su etimología hace referencia a Provenza, Francia. Es anaerobia estricta e inmóvil. Catalasa y oxidasa negativas. Tiene un tamaño de 0,38-0,63 μm de ancho por 0,37-0,88 μm de largo. Temperatura de crecimiento óptima de 37 °C. Forma colonias blancas, traslúcidas y circulares en agar sangre tras 48 horas de incubación. Es sensible a  los antibióticos: amoxicilina, imipenem, rifampicina, vancomicina y metronidazol. Resistente a cefotaxima y ceftriaxona. Tiene un genoma de 2,6 Mpb y un contenido de G+C de 67,4%. Se ha aislado del colon de un paciente de 60 años en Francia.